# Hengsteysee
Hengsteysee se nachází mezi městy Hagen a Dortmund v Severním Porýní a Vestfálsku. Nádrž byla dokončena roku 1929. Nádrž je jednou z 5 nádrží na řece Ruhr. Přehradní jezero je 4,2 kilometru dlouhé a průměrně 296 metrů široké. Funguje jako dolní nádrž přečerpávací elektrárny Koepchenwerk. Jejím hlavním úkolem je regulování průtoku vody a provádí se zde biologické čištění vody z řeky Leene a také ukládání sedimentu, který je zde naplavován taktéž z této řeky. Hojně je využívána pro letní sporty a rekreaci.

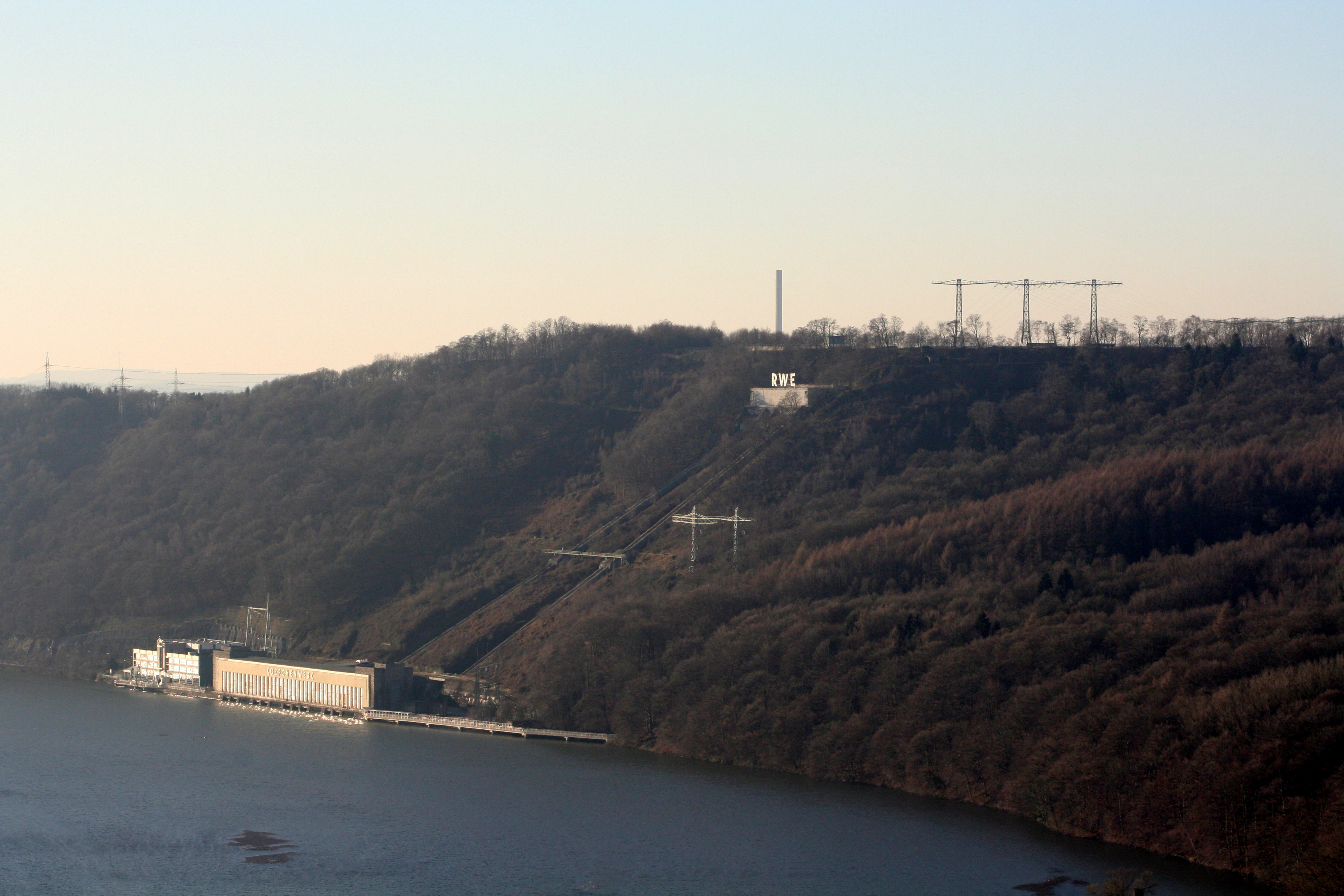
Přečerpávací elektrárna Koepchenwerk
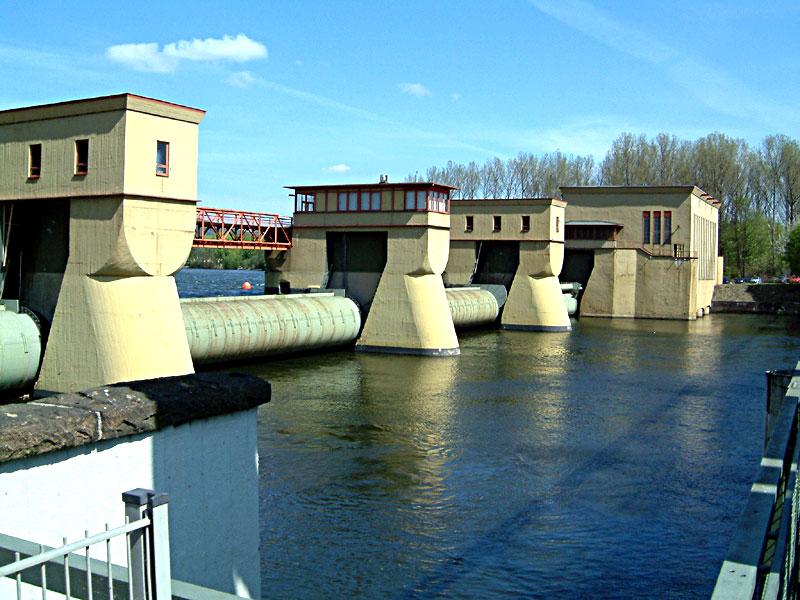
Přepadová hráz